# Colobomatus caribbei
Colobomatus caribbei är en kräftdjursart som beskrevs av R. Cressey och Marilyn Schotte 1983. Colobomatus caribbei ingår i släktet Colobomatus och familjen Philichthyidae. Inga underarter finns listade i Catalogue of Life.